# Зоопиги
Зоопигѝ (на гръцки: Ζωοπηγή) е село в Кипър, окръг Лимасол. Според статистическата служба на Република Кипър през 2001 г. селото има 160 жители.
Намира се на 1 km западно от Кало Хорио.